# Dendrobium sarmentosum
Dendrobium sarmentosum är en orkidéart som beskrevs av Robert Allen Rolfe. Dendrobium sarmentosum ingår i släktet Dendrobium, och familjen orkidéer. Inga underarter finns listade i Catalogue of Life.